# David Houska
David Houska (29 giugno 1993) è un calciatore ceco, centrocampista del Jablonec.

## Carriera

### Club
Ha sempre giocato nel campionato ceco.

### Nazionale
Con la nazionale Under-21 del proprio Paese ha disputato i campionati europei di categoria nel 2015.